# Budy (Charkiw)
Budy (ukrainisch Буди; russisch Буды) ist eine Siedlung städtischen Typs in der ukrainischen Oblast Charkiw mit etwa 6000 Einwohnern (2019).
Budy besitzt seit 1938 den Status einer Siedlung städtischen Typs und ist das administrative Zentrum der gleichnamigen Siedlungsratsgemeinde innerhalb des Rajon Charkiw. Zur Gemeinde, die eine Fläche von 37,71 km² besitzt, gehören noch die Dörfer Bystre (Бистре) mit etwa 100 Einwohnern und Bidrjahy (Бідряги) mit etwa 180 Einwohnern.
Im Osten grenzt die Siedlung an Beresiwka und im Südosten an das Stadtgebiet von Piwdenne. Das Stadtzentrum von Charkiw liegt 26 km nordöstlich der Ortschaft. Westlich von Budy verläuft die Fernstraße M 29. Im Ort gibt es eine Bahnstation und eine Ende des 19. Jahrhunderts gegründete Porzellanfabrik.
Am 12. Juni 2020 wurde die Siedlung ein Teil der neu gegründeten Stadtgemeinde Piwdenne; bis dahin bildete sie zusammen mit den Dörfern Bystre (Бистре) und Bidrjahy (Бідряги) die Siedlungsratsgemeinde Budy (Будянська селищна рада/Budjanska selyschtschna rada) im Südwesten des Rajons Charkiw.